# 戰爭的凱旋
《戰爭的凱旋》（俄語：Апофеоз войны）是俄國戰爭畫家瓦西里·韋列夏金於1871年創作的畫作。在完成這幅畫後，韋列夏金將其「獻給所有偉大的征服者，無論是過去、現在，還是將來」。這幅作品為油彩畫布，描繪的是中亞某城牆外堆積如山的骷髏頭。該畫屬於韋列夏金的突厥斯坦系列之一。
目前該畫展示於俄羅斯莫斯科的特列季亞科夫畫廊中。

## 歷史

### 背景
《戰爭的凱旋》是韋列夏金於1871年創作的作品。 當時他居住在德國慕尼黑，並在此創作了13幅畫作（包括本作），描繪他早前隨俄羅斯帝國軍隊遠征中亞的經歷，該軍隊在那裡與各方勢力交戰並征服後來成為俄屬突厥斯坦的地區。作為受過古典訓練的戰爭畫家，韋列夏金的許多作品圍繞著俄軍與希瓦汗國與浩罕汗國軍隊之間的戰爭場景。

### 描述
《凱旋》描繪了一堆置於荒野之上的人類骷髏，象徵著某場戰鬥或圍城之後的結果。一群食腐鳥類正在啄食這堆骷髏，有些已降落，有些正飛來，還有些棲息於附近樹木上。地面呈病黃色調，覆蓋著乾枯的草地，與部分漂白的骷髏所呈現的骯髒象牙色形成對比。骷髏堆投下的陰影以及空洞的眼窩與張嘴造成的黑洞，增強了畫面的深度與死亡氛圍。
畫面中央的山脈將畫作分為兩部分，上為空曠蒼穹，下為廣袤草原。遠處右方可見撒馬爾罕城，其城牆已被攻破，暗示1878年夏季的撒馬爾罕圍城戰，當時俄軍守軍擊退了布哈拉酋長國的攻擊。 韋列夏金在畫框上題詞：「獻給所有偉大的征服者，無論是過去、現在，還是將來」。

### 反響
韋列夏金於1870–1880年代在多地展出此畫。儘管其傳統作品普遍受到好評，但來自這次遠征的兩幅畫作引起重大爭議。 尤其是《戰爭的凱旋》和《被遺棄者》兩作，被認為具有強烈的反戰立場，並被某些人視為抹黑俄軍，導致俄國政府禁止在俄羅斯境內展出這兩幅畫。
他在德國展覽時亦遭遇類似反應，其中最著名的事件發生在德國元帥老毛奇觀賞本畫後，感到困惑且震驚，隨即下令禁止德國士兵觀看該畫。奧地利帝國的戰爭部長亦發布了類似的禁令。韋列夏金對這些禁展命令並不在意，但對俄國國內愈演愈烈的「誹謗俄軍」指控感到擔憂。為此，他親手燒毀了三幅名氣較小的畫作。 儘管部分作品引發爭議，韋列夏金仍持續創作戰爭與戰後主題，直到他在日俄戰爭期間隨艇戰死於中國旅順附近。